# Andrei Chabanenko
Andrei Trofimovich Chabanenko (em russo: Андрей Трофимович Чабаненко; Verkhivtseve, Província de Yekaterinoslav, 30 de outubro de 1909 - Moscou, 19 de dezembro de 1986) foi um militar soviético, que comandou a Frota do Norte entre 1952 e 1962. Foi promovido ao posto de almirante em 3 de agosto de 1953.

## Biografia
Andrei Trofimovich Chabanenko nasceu em uma família operária na vila de Kozyinka, no uezd de Verkhnedneprovsk (atualmente parte da cidade de Verkhivtseve, no Oblast de Dnipropetrovsk, Ucrânia). Era de origem ucraniana.
Ele Ingressou na Marinha Vermelha em 1927, ao entrar na Escola Naval Frunze. Após sua graduação em 1931, serviu na submarino Politrabotnik das Forças Navais do Mar Negro, inicialmente como oficial de plantão; em setembro do mesmo ano passou a atuar como especialista em minas e, em maio de 1932, tornou-se imediato do navio. Em dezembro de 1932, foi designado como imediato do submarino Spartakovets, também no Mar Negro.
Em dezembro de 1933, foi transferido para as Forças Navais do Extremo Oriente (a partir de 1935, Frota do Pacífico). Lá comandou os submarinos M-13 (dezembro de 1933 – novembro de 1934), Shch-105 (novembro de 1934 – dezembro de 1937) e L-14 (dezembro de 1937 – junho de 1938).
Em 1938, foi nomeado comandante de uma divisão de submarinos e, entre 1940 e 1945, liderou uma brigada de submarinos da Frota do Pacífico. Foi promovido a Contra-Almirante em 5 de novembro de 1944. Em agosto de 1945, participou da Guerra Soviético-Japonesa.
Após o fim da guerra, em outubro de 1945, Chabanenko assumiu o comando da base naval de Sovetskaya Gavan. Entre 1946 e 1947, cursou formação avançada na Academia Naval Voroshilov e, ao concluir os estudos em maio de 1947, foi designado para comandar a base naval de Yuzhno-Sakhalinsk. Em dezembro de 1947, foi encaminhado à Academia Militar Superior Voroshilov, onde se formou em 1950.
A partir de abril de 1950, Chabanenko assumiu o comando da base naval de Porkkala-Udd, arrendada pela União Soviética na Finlândia. Foi promovido a Vice-Almirante em 27 de janeiro de 1951. Em outubro do mesmo ano, tornou-se chefe de estado-maior da 8.ª Frota da Marinha no Mar Báltico.
Em abril de 1952, foi nomeado comandante da Frota do Norte. No ano seguinte, recebeu o posto de almirante. Durante seu comando, organizou uma base logística robusta essencial para o rápido desenvolvimento da infraestrutura da frota. Também desenvolveu e implementou táticas de submarinos para ações ofensivas, de patrulha e reconhecimento, testadas com sucesso em exercícios navais. No fim da década de 1950, os primeiros submarinos nucleares soviéticos começaram a ser incorporados à frota, e Chabanenko liderou os preparativos e as primeiras missões polares e de longo alcance desses navios. Participava ativamente das missões, navegando tanto em navios de superfície quanto em submarinos.
Em junho de 1962, após a explosão do submarino a diesel B-37 da Frota do Norte, que causou a morte de 122 pessoas, Chabanenko entregou o comando da frota ao Almirante Vladimir Kasatonov. Em julho, foi designado assistente do chefe do Estado-Maior Geral das Forças Armadas da URSS para assuntos navais. Em maio de 1972, foi transferido para o cargo de professor-consultor na Academia Militar do Estado-Maior. Aposentou-se em novembro de 1976. É autor de memórias.
Foi candidato ao Comitê Central do Partido Comunista da União Soviética entre 1961 e 1966.
Está sepultado no Cemitério de Kuntsevo, em Moscou.

## Prêmios
- 2 Ordens de Lenin (1952, 29/10/1959)
- 4 Ordens do Estandarte Vermelho (14/09/1945, 1947, 1956, 1967)
- Ordens da Guerra Patriótica 1ª classe (11/03/1985) e 2ª classe (1946)
- 2 Ordens da Estrela Vermelha (31/05/1943, 3/11/1944)
- Ordem "Por Serviço à Pátria nas Forças Armadas da URSS" 3ª classe (1975)
- Medalhas

Prêmios estrangeiros
- Ordem do Mérito Militar (República Popular da Mongólia, 06/07/1971)
- Medalha "30 Anos da Vitória de Khalkhin-Gol" (República Popular da Mongólia, 1969)
- Medalha "50 Anos do Exército Popular Mongol" (Medalha "30 Anos da Vitória de Khalkhin-Gol", 1971)
- Medalha "50º Aniversário da Revolução Popular Mongol" (Medalha "30 Anos da Vitória de Khalkhin-Gol", 1971)
- Medalha "Pelo Fortalecimento da Amizade em Armas" em ouro (Tchecoslováquia, 1970)
- Medalha pela Libertação da Coreia (RPDC, 1948)

## Memória
- O grande navio antissubmarino da Frota do Norte, Aldmiral Chabanenko (em serviço desde 1999), foi nomeado em memória do almirante.
- Na cidade de Severomorsk, uma rua recebeu o nome do líder militar.